# Lisa Badum

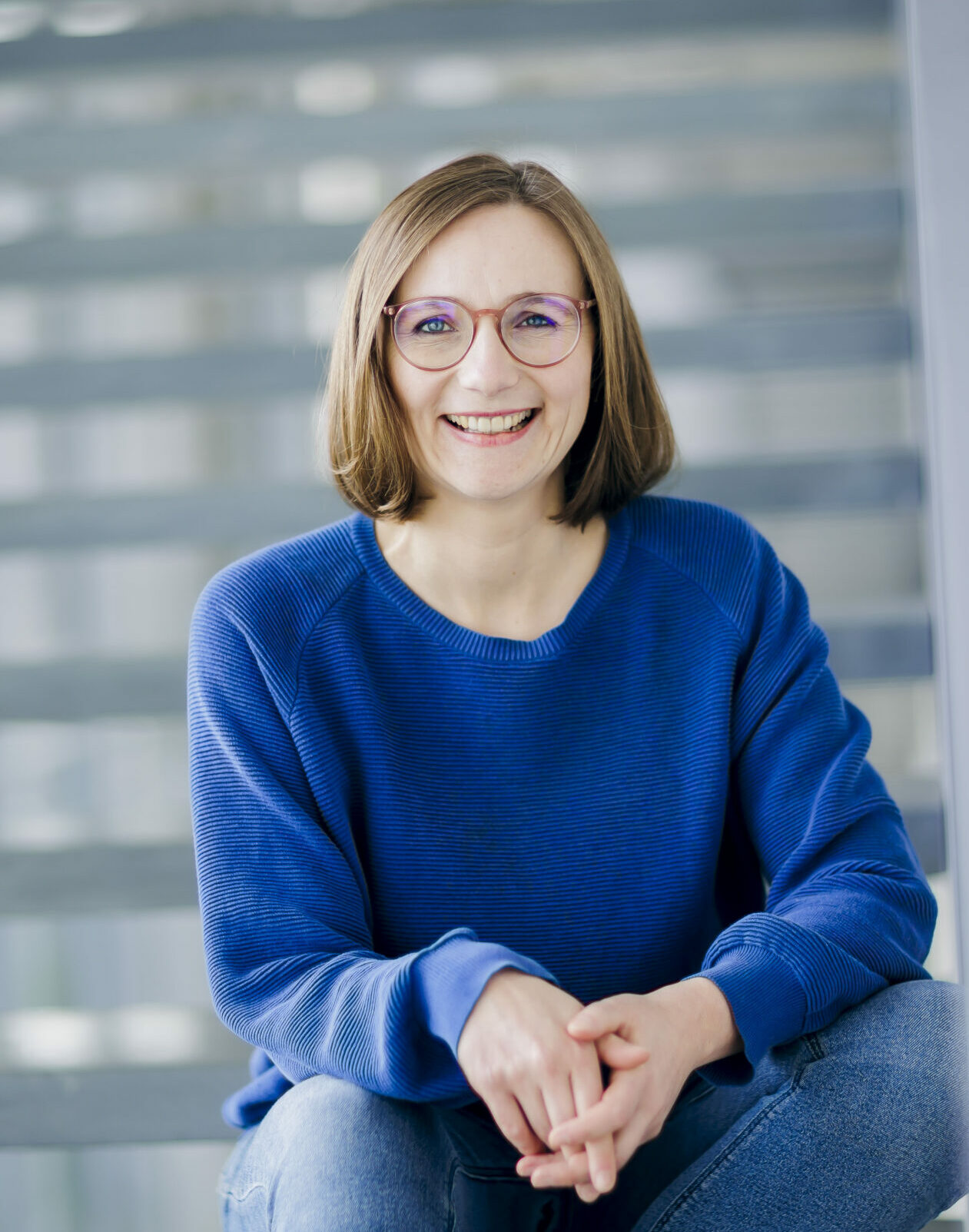
Lisa Badum (2023)

Lisa Hildegard Badum (* 2. Oktober 1983 in Forchheim) ist eine deutsche Politikerin (Bündnis 90/Die Grünen) und seit 2017 Mitglied des Deutschen Bundestages.

## Leben
Badum besuchte von 1990 bis 1994 die Anna-Volksschule in Forchheim. Nach dem Abitur 2003 am dortigen Ehrenbürg-Gymnasium absolvierte sie von 2003 bis 2010 das Studium der Politikwissenschaft an der Otto-Friedrich-Universität Bamberg. Sie verbrachte zwei Semester ihres Studiums in Thessaloniki in Griechenland.
Badum ist römisch-katholischer Konfession.

## Politische Tätigkeiten
Als Jugendliche engagierte sich Badum bei der Frauenrechtsorganisation Terre des Femmes. Über die Grüne Hochschulgruppe und die Bundestagsabgeordnete Ursula Sowa kam sie 2005 zu Bündnis 90/Die Grünen. Seit Mai 2008 ist sie Kreisrätin für den Landkreis Forchheim. Seit 2012 ist sie Mitglied des erweiterten Landesvorstandes und seit 2014 Sprecherin des Landesarbeitskreises Frauen.
Von 2010 bis zum Herbst 2013 arbeitete Badum als Wissenschaftliche Mitarbeiterin im Wahlkreisbüro von MdB Uwe Kekeritz in Fürth. Von 2012 bis zu ihrer Wahl in den Bundestag 2017 war sie im Bereich Bürgerenergie bei dem grünen Energieversorger Naturstrom tätig.
Von 2016 bis 2018 war sie Bezirksvorsitzende der Grünen Oberfranken.
Im Dezember 2008 wurde sie als grüne Direktkandidatin für die Bundestagswahl 2009 für den Wahlkreis 236 (Bamberg-Forchheim) nominiert und auf Platz 15 der bayerischen Landesliste gewählt, verpasste jedoch den Einzug in den Bundestag. Auch bei der Bundestagswahl 2013 gelang ihr das auf Platz 13 der Landesliste nicht. Bei der Bundestagswahl 2017 trat sie erneut als Direktkandidatin im Wahlkreis 236 und auf Platz 11 der Landesliste von Bündnis 90/Die Grünen Bayern an. Sie erhielt ein Ausgleichsmandat und zog in den Bundestag ein.
Im 19. Deutschen Bundestag war Badum ordentliches Mitglied im Ausschuss für Umwelt, Naturschutz und nukleare Sicherheit und stellvertretendes Mitglied im Ausschuss für Wirtschaft und Energie. Während der 19. Wahlperiode war Badum klimapolitische Sprecherin der Fraktion Bündnis 90/Die Grünen.
Bei der Bundestagswahl 2021 zog sie über Platz 9 der Landesliste erneut in den Deutschen Bundestag ein. Sie war Obfrau im Ausschuss für Klimaschutz und Energie sowie stellvertretendes Mitglied im Wirtschaftsausschuss und im Auswärtigen Ausschuss. Seit April 2022 war Badum Vorsitzende des Unterausschusses für Internationale Klima- und Energiepolitik. In der 20. Wahlperiode war Lisa Badum Vorsitzende der Deutsch-Griechischen Parlamentariergruppe. Von Oktober 2021 bis September 2024 war Badum Präsidentin der Vereinigung der Deutsch-Griechischen Gesellschaften e. V.. Badum ist außerdem Mitglied der Deutsch-Israelischen Parlamentariergruppe und wurde im Juni 2022 zur Vizepräsidentin der Deutsch-Israelischen Gesellschaft gewählt. Außerdem ist sie Gründerin und Vorsitzende des Parlamentskreises Braukultur.
Bei der Bundestagswahl 2025 ist Lisa Badum über Platz 5 der bayrischen Landesliste von Bündnis 90/Die Grünen in den Deutschen Bundestag eingezogen. Sie ist als Direktkandidatin im Wahlkreis Bamberg angetreten, erreichte dort allerdings nur ein Stimmergebnis von 13,4 Prozent. Im 21. Deutschen Bundestag ist sie stellvertretendes Mitglied im Haushaltsausschuss.

## Positionen
Für Badum stellt der Kampf gegen die Klimakrise eine globale und intergenerationelle Herausforderung dar. Ihr besonderes Augenmerk liegt dabei auf der sozial gerechten Umsetzung der Pariser Klimaziele, wobei sie einen ambitionierten Kohleausstiegsplan und die Förderung erneuerbarer Energien als entscheidende Schritte ansieht. Sie kritisierte den von der Großen Koalition beschlossenen Kohleausstieg und forderte mehr Transparenz und einen zeitigeren Ausstieg. Weitere Themen von Badum sind unter anderem Gleichstellung, das Klimageld, und das Klimaschutzgesetz.
Neben ihrer Arbeit auf Bundesebene setzt sich Badum auch auf kommunaler Ebene für eine gerechte Energiewende ein und betont die enge Verbindung zwischen Klimaschutz und lokaler Gestaltung. Einer ihrer Schwerpunkte lag hierbei auf der Abschaffung der 10-H Regel in Bayern, da sie der Meinung ist, dass diese den Ausbau der Windenergie erschwert. Des Weiteren engagierte sich Badum für die Umwandlung eines Teils des Naturparks Steigerwald in einen Nationalpark.
Auf europäischer Ebene befürwortet Badum ein möglichst ambitioniertes Klimaschutzpaket zur Einhaltung des 1,5-Grad-Ziels und einen umfangreichen CO2-Grenzausgleich (CBAM). Sie sprach sich gegen die Aufnahme von Atomenergie und Gas in die EU-Taxonomie aus.
Im globalen Kontext warnt Badum vor den Konsequenzen der Klimakrise, die bestehende Krisen und die soziale Ungerechtigkeit verschärfe und plädiert für mehr Klimagerechtigkeit. Das Angebot von Bundeskanzler Olaf Scholz, den Senegal bei der geplanten Ausbeutung von Gasfeldern vor seiner Küste zu unterstützen, kritisiert Badum.

## Mitgliedschaften
Sie ist Mitglied und Beirätin des Vereins Nationalpark Steigerwald.
Seit 2014 ist sie Mitglied des Vorstands des Vereins „Bürgerenergie Bayern e. V.“, der sich für den Ausbau der erneuerbaren Energien durch eine bürgernahe Energiewende und für die Entkopplung von Wirtschaftswachstum und Treibhausgasen sowie für einen CO2-Preis einsetzt.

## Preise
- 2015: Helene-Weber-Preis für ihr kommunal- und gleichstellungspolitisches Engagement.[38]